# Strošiūnų šilas
Strošiūnų šilas este o arie protejată (sit de importanță comunitară — SCI) din Lituania întinsă pe o suprafață de 307,09 ha, integral pe uscat.

## Localizare
Centrul sitului Strošiūnų šilas este situat la coordonatele 54°49′36″N 24°31′25″E / 54.8267°N 24.5235°E.

## Înființare
Situl Strošiūnų šilas a fost declarat sit de importanță comunitară în martie 2009 pentru a proteja 4 specii de animale.

## Biodiversitate
Situată în ecoregiunea boreală, aria protejată conține 4 habitate naturale: Pajiști calcaroase din nisipuri xerice, Taiga vestică, Păduri caducifoliate bătrâne naturale hemiboreale fino-scandinave (Quercus, Tilia, Acer, Fraxinus sau Ulmus) bogate în specii epifite, Păduri caducifoliate de mlaștină fino-scandinave.
La baza desemnării sitului se află mai multe specii protejate:
- amfibieni (2): buhai de baltă cu burta roșie (Bombina bombina), triton cu creastă (Triturus cristatus)
- nevertebrate (2): Cucujus cinnaberinus, libelule (Leucorrhinia pectoralis)